# 交通银行大连分行旧址
交通银行大连分行旧址，位于中华人民共和国辽宁省大连市中山区上海路5号，已列为大连市文物保护单位。

## 保护
2013年3月25日，交通银行大连分行旧址公布为第六批大连市文物保护单位。